# Michele Gallo
Michele Gallo (Salerno, 18 de mayo de 2001) es un deportista italiano que compite en esgrima, especialista en la modalidad de sable.
Ganó dos medallas en el Campeonato Mundial de Esgrima, en los años 2022 y 2025, y dos medallas en el Campeonato Europeo de Esgrima, en los años 2024 y 2025. En los Juegos Europeos de Cracovia 2023 consiguió una medalla de plata en la prueba por equipos.
Participó en los Juegos Olímpicos de París 2024, ocupando el quinto lugar en la prueba por equipos.

## Palmarés internacional
| Campeonato Mundial | Campeonato Mundial | Campeonato Mundial | Campeonato Mundial |
| Año                | Lugar              | Medalla            | Prueba             |
| ------------------ | ------------------ | ------------------ | ------------------ |
| 2022               | El Cairo (Egipto)  | Medalla de bronce  | Sable por equipos  |
| 2025               | Tiflis (Georgia)   | Medalla de oro     | Sable por equipos  |
| Juegos Europeos    |                    |                    |                    |
| Año                | Lugar              | Medalla            | Prueba             |
| 2023               | Cracovia (Polonia) | Medalla de plata   | Sable por equipos  |
| Campeonato Europeo |                    |                    |                    |
| Año                | Lugar              | Medalla            | Prueba             |
| 2024               | Basilea (Suiza)    | Medalla de oro     | Sable individual   |
| 2025               | Génova (Italia)    | Medalla de plata   | Sable por equipos  |